# Adam Nawałka
Adam Nawałkaⓘ (ur. 23 października 1957 w Krakowie) – polski piłkarz i trener piłkarski, uczestnik mundiali i mistrz Polski jako zawodnik i jako trener. 
W latach 1977–1980 reprezentant Polski w piłce nożnej. Uczestnik Mistrzostw Świata 1978. Zdobywca mistrzostwa Polski z Wisłą Kraków jako zawodnik (1977/1978) i trener (2000/2001), poza tym jako trener Wisły Kraków zdobywca Pucharu Ligi Polskiej w sezonie 2000/2001. W latach 2013–2018 selekcjoner reprezentacji Polski, którą poprowadził na Mistrzostwach Europy 2016, osiągając najwyższy wynik w historii występów Polski na Euro (ćwierćfinał), oraz na Mistrzostwach Świata 2018. W latach 2015–2017 trzykrotnie wybrany trenerem roku w Polsce w plebiscycie Piłki Nożnej, w 2015 wybrany trenerem roku w plebiscycie Przeglądu Sportowego.

## Kariera klubowa
Nawałka w wywiadach twierdził, że rozpoczął piłkarską karierę w 1969 w Wiśle Kraków, której jest wychowankiem. W rzeczywistości pierwsze kroki stawiał w LKS Orlęta Rudawa, gdzie trenował go ojciec, a fakt uczestniczenia Adama w zajęciach Orląt potwierdziło kilkanaście osób, również reportaż w Piłce Nożnej z 1982. Nawałka 21 maja 1975 zadebiutował w ekstraklasie. W 1975 i 1976 wywalczył z Wisłą mistrzostwo Polski juniorów, zaś w 1978 stał się podstawowym zawodnikiem pierwszego zespołu, który zdobył mistrzostwo kraju. Jako gracz Białej Gwiazdy nosił boiskowy pseudonim Ciepły. W najwyższej rodzimej klasie rozgrywkowej rozegrał 190 oficjalnych spotkań, w których zdobył 9 goli. W 1985 opuścił Wisłę i wyjechał do Stanów Zjednoczonych, gdzie występował w polonijnym klubie Polish-American Eagles SC.

## Kariera reprezentacyjna
W 1978 znalazł się w kadrze powołanej przez Jacka Gmocha na Mistrzostwa Świata. Podczas turnieju rozegrał pięć spotkań w pełnym wymiarze czasowym. W zespole narodowym wystąpił 34 razy. Swojego jedynego gola w reprezentacji zdobył podczas przegranego 1:2 meczu z Węgrami, który był jednocześnie jego debiutem.

## Statystyki kariery reprezentacyjnej
| Mecze w reprezentacji | Mecze w reprezentacji | Mecze w reprezentacji | Mecze w reprezentacji | Mecze w reprezentacji | Mecze w reprezentacji | Mecze w reprezentacji | Mecze w reprezentacji | Mecze w reprezentacji |
| lp.                   | Data                  | Miejsce               | Przeciwnik            | Rezultat              | Rozgrywki             | Grał                  | Uwagi                 |                       |
| --------------------- | --------------------- | --------------------- | --------------------- | --------------------- | --------------------- | --------------------- | --------------------- | --------------------- |
| 1.                    | 13 kwietnia 1977      | Budapeszt             | Węgry                 | 1-2                   | towarzyski            | od 46'                | Gol                   |                       |
| 2.                    | 15 maja 1977          | Limassol              | Cypr                  | 3-1                   | el. MŚ 1978           | od 85'                |                       |                       |
| 3.                    | 29 maja 1977          | Buenos Aires          | Argentyna             | 1-3                   | towarzyski            | od 44'                |                       |                       |
| 4.                    | 10 czerwca 1977       | Lima                  | Peru                  | 3-1                   | towarzyski            | 90'                   |                       |                       |
| 5.                    | 19 czerwca 1977       | São Paulo             | Brazylia              | 1-3                   | towarzyski            | 90'                   |                       |                       |
| 6.                    | 7 września 1977       | Wołgograd             | ZSRR                  | 1-4                   | towarzyski            | 90'                   |                       |                       |
| 7.                    | 21 września 1977      | Chorzów               | Dania                 | 4-1                   | el. MŚ 1978           | od 87'                |                       |                       |
| 8.                    | 29 października 1977  | Chorzów               | Portugalia            | 1-1                   | el. MŚ 1978           | 90'                   |                       |                       |
| 9.                    | 5 kwietnia 1978       | Poznań                | Grecja                | 5-2                   | towarzyski            | 90'                   |                       |                       |
| 10.                   | 12 kwietnia 1978      | Łódź                  | Irlandia              | 3-0                   | towarzyski            | do 71'                |                       |                       |
| 11.                   | 26 kwietnia 1978      | Warszawa              | Bułgaria              | 1-0                   | towarzyski            | 90'                   |                       |                       |
| 12.                   | 1 czerwca 1978        | Buenos Aires          | Niemcy                | 0-0                   | MŚ 1978               | 90'                   |                       |                       |
| 13.                   | 6 czerwca 1978        | Rosario               | Tunezja               | 1-0                   | MŚ 1978               | 90'                   |                       |                       |
| 14.                   | 14 czerwca 1978       | Rosario               | Argentyna             | 0-2                   | MŚ 1978               | 90'                   |                       |                       |
| 15.                   | 18 czerwca 1978       | Mendoza               | Peru                  | 1-0                   | MŚ 1978               | 90'                   |                       |                       |
| 16.                   | 21 czerwca 1978       | Mendoza               | Brazylia              | 1-3                   | MŚ 1978               | 90'                   |                       |                       |
| 17.                   | 15 listopada 1978     | Wrocław               | Szwajcaria            | 2-0                   | el. ME 1980           | 90'                   |                       |                       |
| 18.                   | 4 kwietnia 1979       | Chorzów               | Węgry                 | 1-1                   | towarzyski            | 90'                   |                       |                       |
| 19.                   | 18 kwietnia 1979      | Lipsk                 | NRD                   | 1-2                   | el. ME 1980           | 90'                   |                       |                       |
| 20.                   | 2 maja 1979           | Chorzów               | Holandia              | 2-0                   | el. ME 1980           | 90'                   |                       |                       |
| 21.                   | 19 sierpnia 1979      | Słupsk                | Libia                 | 5-0                   | towarzyski            | do 45'                |                       |                       |
| 22.                   | 12 września 1979      | Lozanna               | Szwajcaria            | 2-0                   | el. ME 1980           | 90'                   |                       |                       |
| 23.                   | 26 września 1979      | Chorzów               | NRD                   | 1-1                   | el. ME 1980           | do 73'                |                       |                       |
| 24.                   | 10 października 1979  | Kraków                | Islandia              | 2-0                   | el. ME 1980           | 90'                   |                       |                       |
| 25.                   | 17 października 1979  | Amsterdam             | Holandia              | 1-1                   | el. ME 1980           | 90'                   |                       |                       |
| 26.                   | 17 lutego 1980        | Marrakesz             | Maroko                | 0-1                   | towarzyski            | do 55'                |                       |                       |
| 27.                   | 27 lutego 1980        | Bagdad                | Irak                  | 1-1                   | towarzyski            | 90'                   |                       |                       |
| 28.                   | 29 lutego 1980        | Bagdad                | Irak                  | 0-1                   | towarzyski            | od 46'                |                       |                       |
| 29.                   | 19 kwietnia 1980      | Turyn                 | Włochy                | 2-2                   | towarzyski            | od 89'                |                       |                       |
| 30.                   | 26 kwietnia 1980      | Borovo                | Jugosławia            | 1-2                   | towarzyski            | 90'                   |                       |                       |
| 31.                   | 13 maja 1980          | Frankfurt nad Menem   | Niemcy                | 1-3                   | towarzyski            | od 68'                |                       |                       |
| 32.                   | 28 maja 1980          | Poznań                | Szkocja               | 1-0                   | towarzyski            | 90'                   |                       |                       |
| 33.                   | 29 czerwca 1980       | São Paulo             | Brazylia              | 1-1                   | towarzyski            | do 77'                |                       |                       |
| 34.                   | 9 lipca 1980          | Bogota                | Kolumbia              | 4-1                   | towarzyski            | 90'                   |                       |                       |

## Kariera trenerska
Ukończył Akademię Trenerską Polskiego Związku Piłki Nożnej, uzyskując tytuł trenera I klasy. Po powrocie do Polski, od 1996 trenował seniorski zespół Świtu Krzeszowice. W 1998 powrócił do Wisły Kraków, gdzie objął funkcję koordynatora do spraw szkolenia młodzieży. Przez pewien czas pełnił również funkcję trenera pierwszej drużyny, z którą zdobył wicemistrzostwo oraz mistrzostwo kraju, a także wywalczył Puchar Ligi. Przez pierwsze 10 kolejek sezonu 2002/03 Nawałka prowadził Zagłębie Lubin. Przed kolejnymi rozgrywkami objął trzecioligową Sandecję Nowy Sącz. 1 września 2004 został pierwszym szkoleniowcem Jagiellonii Białystok, jednak z tego klubu zwolniono go 20 kwietnia 2006 z powodu niezadowalających wyników. 19 grudnia 2006 roku ponownie objął Wisłę, gdzie 16 kwietnia 2007 odsunięto go od prowadzenia drużyny.

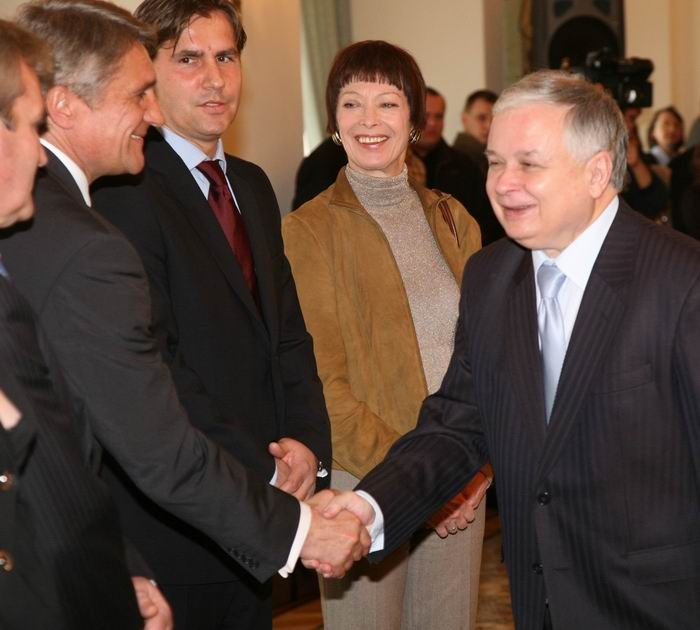
Adam Nawałka, Dariusz Dziekanowski i prezydent Lech Kaczyński (2008)

28 maja 2007 został tymczasowo włączony do sztabu szkoleniowego reprezentacji Polski, gdzie zastąpił nieobecnego Dariusza Dziekanowskiego. Pomagał wówczas Leo Beenhakkerowi w przygotowaniach do meczów eliminacji Mistrzostw Europy z Azerbejdżanem i Armenią. W sierpniu 2007 podjęto decyzję, że Nawałka pozostanie w sztabie kadry do końca eliminacji. 21 września 2008 został trenerem GKS-u Katowice, gdzie pracował do 31 grudnia 2009. Wcześniej, 23 grudnia podpisał kontrakt z Górnikiem Zabrze, który to zespół objął ostatecznie 1 stycznia 2010. 1 czerwca 2010 awansował z tym klubem do Ekstraklasy.
26 października 2013 Nawałka został oficjalnie ogłoszony selekcjonerem reprezentacji Polski, którą to funkcję objął 1 listopada 2013. Wraz z objęciem nowej funkcji Nawałka przestał być trenerem Górnika Zabrze, mimo iż zapewniano, że zostanie on w Zabrzu do grudnia 2013. Ostatni mecz Nawałka w roli szkoleniowca Górnika rozegrał 28 października przeciwko Cracovii.
11 października 2015 po zwycięstwie 2:1 nad Irlandią Nawałka wywalczył z reprezentacją Polski awans do turnieju finałowego Euro 2016. Jest pierwszym polskim trenerem w historii, który pokonał seniorską reprezentację Niemiec (2:0 w Warszawie). Jest także pierwszym w historii szkoleniowcem Reprezentacji Polski, który awansował z nią do ćwierćfinału mistrzostw Europy.
6 lipca 2016 PZPN poinformował, że przedłużył kontrakt z Adamem Nawałką do zakończenia eliminacji Mistrzostw Świata w Piłce Nożnej 2018, a w razie awansu (który wywalczył 8 października 2017) – do końca tego turnieju. Po mundialu w Rosji, na konferencji prasowej 3 lipca 2018 prezes PZPN Zbigniew Boniek ogłosił, że Adam Nawałka przestaje być selekcjonerem reprezentacji z dniem 30 lipca 2018.
W lipcu 2018 media spekulowały o możliwym zatrudnieniu Adama Nawałki na stanowisku trenera przez Legię Warszawa. 25 listopada podpisał kontrakt z Lechem Poznań, który obowiązywał do 30 czerwca 2021. 31 marca 2019 został jednak zwolniony z funkcji trenera Lecha Poznań.
Po odejściu z Lecha Poznań wraz z Kamilem Barwinkiem kilkukrotnie organizował spotkania i treningi dla dzieci i młodzieży w Kołobrzegu.
Na przełomie grudnia 2021 i stycznia 2022 roku był jednym z kandydatów na selekcjonera reprezentacji Polski, po nagłej rezygnacji z tej funkcji Paulo Sousy. Ostatecznie decyzją prezesa PZPN Cezarego Kuleszy stanowisko objął Czesław Michniewicz.

## Sukcesy

### Zawodnicze

#### Wisła Kraków
- Mistrzostwo Polski (1x): 1977/78

### Trenerskie
Wisła Kraków
- Mistrzostwo Polski (1x): 2000/01
- Puchar Ligi (1x): 2000/01

Górnik Zabrze
- awans do Ekstraklasy w sezonie 2009/10

Reprezentacja Polski
- awans do turnieju finałowego i ćwierćfinał Mistrzostw Europy w Piłce Nożnej 2016
- awans do turnieju finałowego Mistrzostw Świata w Piłce Nożnej 2018

#### Indywidualne
- Człowiek Roku w Plebiscycie Piłki Nożnej: 2014
- Trener Roku w Plebiscycie „Przeglądu Sportowego”: 2015
- Trener Roku w Plebiscycie Piłki Nożnej: 2015[21], 2016, 2017

## Statystyki kariery

### Trener
Stan na 31 marca 2019
| Zespół        | Od                | Do                   | Statystyka | Statystyka | Statystyka | Statystyka | Statystyka |
| Zespół        | Od                | Do                   | M          | W          | R          | P          | % W        |
| ------------- | ----------------- | -------------------- | ---------- | ---------- | ---------- | ---------- | ---------- |
| GKS Katowice  | 22 września 2008  | 31 grudnia 2009      | 42         | 16         | 13         | 13         | 38,10      |
| Górnik Zabrze | 1 stycznia 2010   | 31 października 2013 | 125        | 56         | 29         | 40         | 44,80      |
| Polska        | 1 listopada 2013  | 30 lipca 2018        | 50         | 26         | 15         | 9          | 52,00      |
| Lech Poznań   | 25 listopada 2018 | 31 marca 2019        | 11         | 5          | 1          | 5          | 45,45      |
| Łącznie       | Łącznie           | Łącznie              | 228        | 103        | 58         | 67         | 45,18      |

## Życie prywatne
Jego ojciec, również Adam, także był piłkarzem i grał w klubie Orlęta Rudawa. Brat matki, Jan, został dominikaninem.
W 1983 wziął ślub z Katarzyną Nawałką, de domo Kotulińską.